# Innocence & Decadence
Innocence & Decadence es el cuarto álbum de estudio de larga duración de la banda sueca de hard rock Graveyard. Fue lanzado el 25 de septiembre de 2015.

## Listado de pistas[4]
1. "Magnetic Shunk" – 3:02
2. "The Apple & The Tree" – 3:04
3. "Exit 97" – 3:50
4. "Never Theirs to Sell" – 2:15
5. "Can't Walk Out" – 5:43
6. "Too Much Is Not Enough" – 4:37
7. "From a Hole in the Wall" – 3:47
8. "Cause & Defect" – 3:47
9. "Hard-Headed" – 3:12
10. "Far Too Close" – 4:43
11. "Stay for a Song" – 4:35
12. "The Hatch" (bonus track) – 3:14